# Kato Mikeladze
Kato Mikeladze (1878-1942) est une journaliste et militante féministe géorgienne qui se bat à partir de 1916 pour les droits des femmes.
Elle est la fondatrice de la The Inter-Partial League of Women (La Ligue interpartiale des femmes), la première organisation de suffragettes en Géorgie, et du journal The Voice of Georgian Women.

## Biographie
Kato Mikeladze naît en 1878 à Koutaïssi. Elle étudie à l'école St. Nino de la ville. Par la suite, elle continue ses études à Moscou et à Bruxelles, en obtenant un diplôme en sciences sociales et politiques.
En 1898, déjà engagée comme militante féministe, elle répond aux différentes commentaires sur l'intelligence limitée des femmes dans la revue Kvali. Elle écrit : « Le mouvement [d'émancipation] continuera jusqu'à ce que les causes profondes soient éradiquées. La science montre que les causes des inégalités économiques et politiques ne résultent pas d'une inégalité de capacités ou d'intelligence[réf. nécessaire].
Kato Mikeladze passe plusieurs années à Paris où elle suit les développements de l'implication des femmes dans la politique, notamment la situation au Royaume-Uni et les activités de la National Union of Women's Suffrage Societies et de la Women's Social and Political Union.
De retour à Koutaïssi, en 1916, elle essaie d'améliorer la participation des femmes à la politique en fondant la The Inter-Partial League of Women, la première organisation de suffragettes en Géorgie.
Elle fonde The Voice of Georgian Women, un journal qui met en avant questions sociales et politiques liées aux femmes de Géorgie et republie des textes féministes de toute l'Europe.
Grâce à ses efforts, en 1919, après la première élection démocratique du pays, cinq femmes deviennent membres du parlement géorgien.

## Reconnaissance
En 2013, Women's Fund in Georgia crée le prix Kato Mikeladze pour la défense des droits des femmes.
La même année, la militante féministe Tamta Melashvili publie la biographie de Kato Mikeladze intitulée Kato Mikeladze: Unknown Stories of Georgian Feminism.